# 国鉄タキ11450形貨車
国鉄タキ11450形貨車（こくてつタキ11450がたかしゃ）は、1981年（昭和56年）に製作された、メタリルクロライド専用の 35 t 積 貨車（タンク車）である。
私有貨車として製作され、日本国有鉄道（国鉄）に車籍編入された。1987年（昭和62年）4月の国鉄分割民営化後は日本貨物鉄道（JR貨物）に車籍を承継された。

## 概要
本形式は1981年（昭和56年）6月15日に1両（タキ11450）のみが日本車輌製造にて製作された。
所有者は、東亞合成化学工業（その後社名は東亞合成に変更）でありその常備駅は、氷見線の伏木駅であった。
本形式の他にメタリルクロライドを専用種別とする形式には、他に例がなく唯一の存在であった。
化成品分類番号は「燃毒36」（燃焼性の物質、毒性の物質、引火性液体、毒性のあるもの）が標記された。
普通鋼（一般構造用圧延鋼材）製のタンク体は内面に浸食防止のためフェノール樹脂コーティングが施工された。キセ（外板）およびドームなしタンク車であり、荷役方式は積込口からの上入れ、空気圧を使用した液出入管からの上出し式である。空気圧管、液出管はステンレス鋼製のS字管を装備した。
車体色は黒色、寸法関係は全長は13,700 mm、全幅は2,600 mm、全高は3,790 mm、軸距は9,400 mm、実容積は37.6 m3、自重は18.4 t、換算両数は積車5.5、空車1.8であり、台車はベッテンドルフ式のTR225であった。
1987年（昭和62年）4月の国鉄分割民営化時には車籍がJR貨物に承継されたが、2002年（平成14年）6月に廃車となり同時に形式消滅となった。
末期は伏木駅構内に留置され休車状態が続いていた。